# Koroneia (Grecia Centrale)
Koroneia (in greco Ακραιφνία?) è un ex comune della Grecia nella periferia della Grecia Centrale (unità periferica della Beozia) con 4 625 abitanti secondo i dati del censimento 2001.
È stato soppresso a seguito della riforma amministrativa, detta piano Callicrate, in vigore dal gennaio 2011 ed è ora compreso nel comune di Livadeia.

## Storia
Secondo Strabone, Coronea fu fondata da Beoti emigrati dalla Tessaglia dopo la guerra di Troia. Pausania riferisce il mito secondo il quale la città fu fondata, insieme ad Aliarto, dai discendenti di Atamante, Aliarto e Corono. La città era situata ad ovest del lago Copaide, lungo il fiume Kouralios, non lontana dal monte Elicona. Già Omero e Alceo la conoscevano, a dimostrazione della sua antichità.
Nei pressi della città vi era il tempio di Atena Itonia, il cui culto fu forse importato dalla Tessaglia; esso divenne un santuario federale e sede dei giochi panbeotici. Coronea fu quasi sempre dipendente da Tebe.
Nelle vicinanze di Coronea si sono svolte le due battaglie di Coronea:
- la battaglia di Coronea del 447 a.C., parte della prima guerra del Peloponneso, vide la sconfitta degli Ateniesi ad opera di una coalizione di città della Beozia, le quali riuscirono a riconquistare l'indipendenza dieci anni dopo l'invasione della Beozia da parte dell'esercito panellenico guidato dallo spartano Pausania;
- la seconda battaglia di Coronea (parte della guerra di Corinto, nel 394 a.C.), vide la vittoria degli Spartani di Agesilao II su una coalizione argiva e tebana.

Essendo ostile ai Romani fu duramente punita nel 191 e nel 171 a.C.